# Морівська волость
Морівська волость — адміністративно-територіальна одиниця Остерського повіту Чернігівської губернії.
Основні поселення волості 1859 року:
- Морівськ — містечко казаче та казене при річці Десна за 15 верст від повітового міста, 876 осіб (429 осіб чоловічої статі та 447 — жіночої), 152 дворових господарства, 2 православні церкви.
- Смолин — село казаче та казене при колодязях за 40 верст від повітового міста, 1398 осіб (685 осіб чоловічої статі та 713 — жіночої), 150 дворових господарств, православна церква, 3 винокуренні заводи.
- Рудня — село казене при болоті Меші за 12 верст від повітового міста, 397 осіб (187 осіб чоловічої статі та 210 — жіночої), 58 дворових господарств, православна часовня.
- Соколівка — село казене при річці Десна за 23 версти від повітового міста, 586 осіб (276 осіб чоловічої статі та 310 — жіночої), 74 дворових господарства, православна церква.
- Карпилівка — село казаче та казене при колодязях за 5 верст від повітового міста, 936 осіб (441 особа чоловічої статі та 495 — жіночої), 139 дворових господарств, православна церква.

Станом на початок 1902 року складалася з 27 сільських громад.